# ساموئل پاتن
ساموئل پاتن (انگلیسی: Samuel Patten; ۲۳ مهٔ ۱۹۶۳ – ) ورزشکار روئینگ اهل استرالیا بود.
وی در مسابقات کشوری و بین‌المللی در مجموع برندهٔ ۲ مدال برنز شده‌است.